# 大君主
大君主（韓語：대군주），是朝鲜王朝於1895年1月7日至1897年10月12日所使用的元首稱號。

## 沿革
1894年7月，朝鲜王朝政府宣布以「開國紀年」取代原來使用的「清朝年號」，開始和清朝脫離藩屬關係，並和世界各國建立外交關係。
1895年1月7日（高宗三十一年十二月十六日），朝鲜王朝君主朝鮮高宗李熙頒布《洪範十四條》，宣告朝鮮半島與中華帝國終結宗藩關係，並以大君主作為君主的新頭銜。大君主頭銜相對過往的國王頭銜等級有所提升，但仍低於皇帝頭銜。

## 結束
1897年，大臣從國際法和「朝鮮是明朝正統傳人」兩個角度懇請高宗稱帝，同年10月12日，高宗在圜丘壇祭天並登基稱帝，宣布大韓帝國正式成立，使用皇帝頭銜，大君主頭銜棄而不用。